# Senekové
Senekové (Onondowahgah) nebo též „Lidé velikého kopce“ jsou jedni z původních obyvatel Severní Ameriky. Je to kmen, který se kolem 16. století přidal do tzv. Irokézské ligy – uskupení pěti, později šesti, kmenů s podobnou kulturou, jazykem atd. Jejich území se nachází nejzápadněji ze všech ostatních kmenů Ligy a také jsou označováni jako „strážci západní brány (kmenového domu)“. Kdysi obývali území dnešního státu New York, ale po Americké válce za nezávislost o svá území přišli. Jejich přesný počet je neznámý; odhaduje se, že kolem 20 000 Seneků žije v Kanadě (nedaleko města Brantford, Ontario) a kolem 30 000 v USA (převážně v rezervaci u Buffala v New Yorku a v Oklahomě).